# I Heard They Suck Live!!
I Heard They Suck Live!! é o primeiro álbum gravado ao vivo pela banda NOFX, lançado em 1995.
O nome e local do clube na altura era desconhecido, mais tarde Fat Mike afirmou ter sido gravado no Roxy Theatre em Hollywood.

## Faixas
1. "(Witty Banter)" – 1:46
2. "Linoleum" – 2:15
3. "You're Bleeding" – 2:36
4. "Moron Brothers" – 3:09
5. "Punk Guy" – 1:09
6. "Bob" – 2:36
7. "Life O'Riley" – 2:39
8. "You Drink, You Drive, You Spill" – 3:31
9. "Nothing but a Nightmare (sorta)" – 1:06
10. "East Bay" – 1:53
11. "Soul Doubt" – 3:00
12. "Kill All The White Man" – 3:43
13. "Beer Bong" – 2:16
14. "Six Pack Girls" – 1:12
15. "Together On The Sand" – 1:07
16. "Nowhere" – 1:37
17. "The Brews" – 2:41
18. "Buggley Eyes" – 1:31
19. "(Crowd Leaves)" – 0:53